# Dricourt
 Dricourt  es un apellido noble francés con mucha historia además es una población y comuna francesa, en la región de Champaña-Ardenas, departamento de Ardenas, en el distrito de Vouziers y cantón de Machault.
Está integrada en la Communauté de communes de l'Argonne Ardennaise.
Entre 1828 y 1871 formó parte de Leffincourt.

## Demografía
| ... | 62 | 53 | 79 | ... | ... | ... | ... | ... | ... | ... | 82 | 83 | 88 | 83 | 88 | 82 | 82 | 82 | 77 | 63 | 73 | 79 | 73 | 68 | 75 | 94 | 119 | 73 | 79 | 120 | 87 | 86 | 85 |
| Para los censos de 1962 a 1999 la población legal corresponde a la población sin duplicidades (Fuente: INSEE [Consultar]) |    |    |    |     |     |     |     |     |     |     |    |    |    |    |    |    |    |    |    |    |    |    |    |    |    |    |     |    |    |     |    |    |    |